# Норт-Либерти (Айова)
Норт-Либерти (англ. North Liberty) — город в округе Джонсон в Айове в Соединённых Штатах Америки.
В начале нового тысячелетия население города плавно росло; оно составляло 13 374 человека по данным переписи населения США 2020 года, показав тридцатый результат среди городов штата по числу жителей.

## История
Район, где сейчас находится город Норт-Либерти, был впервые заселен в 1838 году Джоном Гейлором и Алонзо К. Деннисоном. Первоначально он был известен как «Большое дно» или «Норт-Бенд» (в связи с его расположением около изгиба реки Айова) названный так его первыми поселенцами, а позднее район был известен как «Сквош-Бенд», до того как новое постоянное поседение было обозначено как Норт-Либерти в 1857 году.

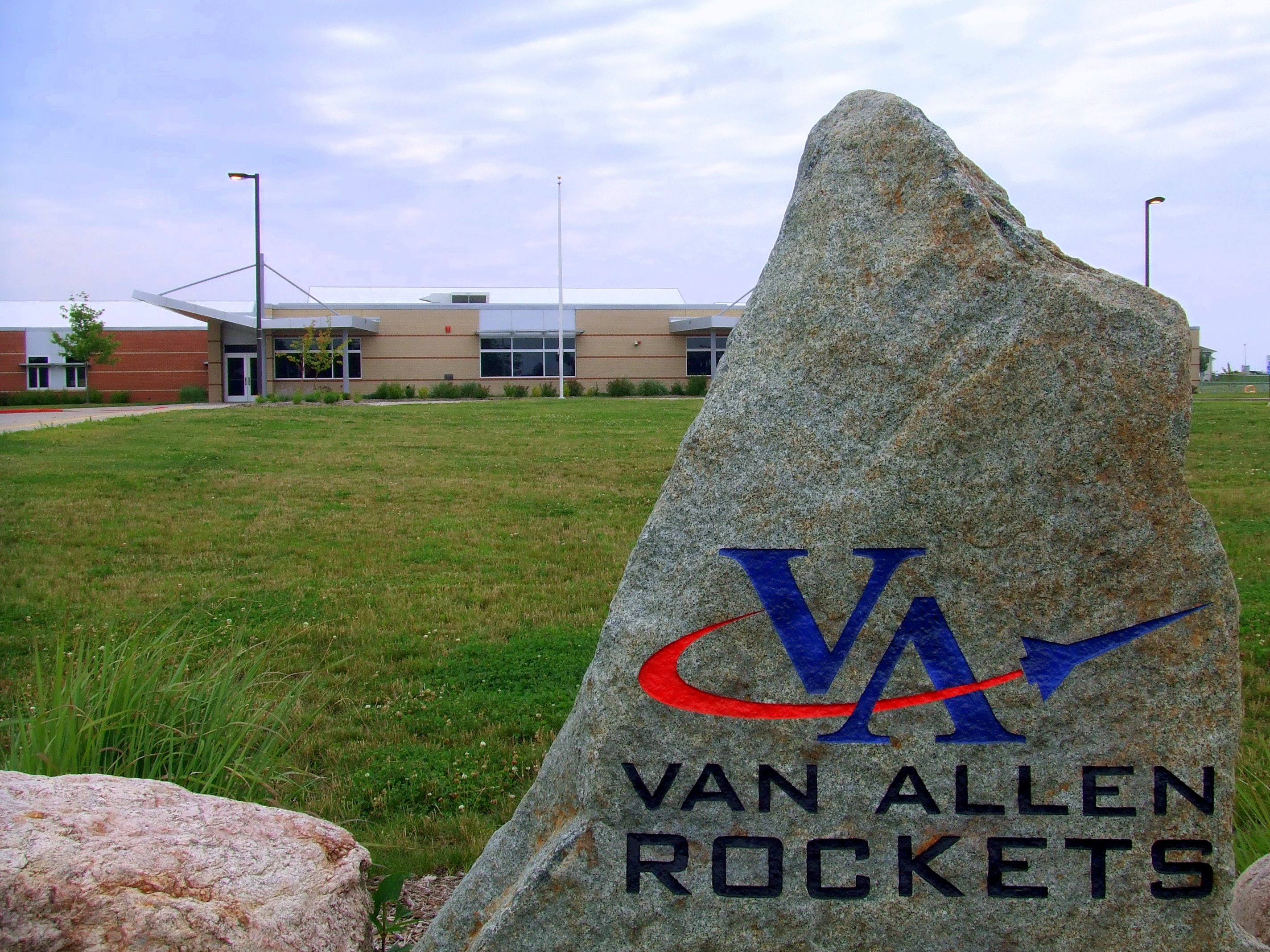
Вид на начальную школу Джеймса Ван Аллена

Норт-Либерти был зарегистрирован как город 10 ноября 1913 года, в то время его население составляло менее двухсот человек.
К 2000 году население города превысило 5000 человек. Город создал собственную полицию и пожарную часть и построил общественный центр с библиотекой и аквапарком, а также здание городской администрации. С тех пор город продолжает расти, и по специальной переписи 2004 года его население составило 7224 человека. В 2007 году численность населения оценивалась в 10 982 человека, что сделало Норт-Либерти вторым самым быстрорастущим городом в Айове.

## География
По данным Бюро переписи населения США, общая площадь города составляет 7,83 квадратных миль (20,28 км2), все это суша.